# Skönberga socken
Skönberga socken i Östergötland ingick i Hammarkinds härad, uppgick 1952 i Söderköpings stad och området ingår sedan 1971 i Söderköpings kommun och motsvarar från 2016 Skönberga distrikt.
Socknens areal är 55,10 kvadratkilometer, varav 54,23 land. År 2000 fanns här 1 934 invånare. En del av Söderköping samt kyrkbyn Skönberga med sockenkyrkan Skönberga kyrka ligger i socknen.

## Administrativ historik
Skönberga socken har medeltida ursprung. 
Vid kommunreformen 1862 övergick socknens ansvar för de kyrkliga frågorna till Skönberga församling och för de borgerliga frågorna till Skönberga landskommun. Landskommunen inkorporerades 1952 i Söderköpings stad och ingår sedan 1971 i Söderköpings kommun. Församlingen uppgick 2005 i Söderköpings församling som 2010 uppgick i Söderköping S:t Anna församling.
1 januari 2016 inrättades distriktet Skönberga, med samma omfattning som församlingen hade 1999/2000.  
Socknen har tillhört samma fögderier och domsagor som Hammarkinds härad. De indelta båtsmännen tillhörde Östergötlands båtsmanskompani.

## Geografi
Skönberga socken ligger närmast sydost om Söderköping med Göta Kanal och Söderköpingsån i norr och sjön Vispolen i väster. Socknen består av slättbygd i norr och kuperad åsrik skogsbygd i söder.

## Fornlämningar
Kända från socknen är hällristningar, skärvstenshögar och gravrösen från bronsåldern samt åtta gravfält, stensträngar och två fornborgar från järnåldern. En runristning är antecknad från kyrkan, dessa två fragment nu borta.

## Namnet
Namnet (1293 Skinberghum) kan komma från ett äldre namn på den till kyrkan närbelägna byn Husby. Förledet är skin, sken, glans;solsken'. Tillsammans med efterleden, en pluralform av berg, blir då tolkningen att höjderna vid kyrkan upplevts som särskilt solbelysta.
Namnet skrevs även före 1907 som Skinberga socken.

### Fotnoter
1. 1 2  Svensk Uppslagsbok andra upplagan 1947–1955: Skönberga socken
2. 1 2  Harlén, Hans; Harlén Eivy (2003). Sverige från A till Ö: geografisk-historisk uppslagsbok. Stockholm: Kommentus. Libris 9337075. ISBN 91-7345-139-8
3. ↑  ”Församlingar”. Statistiska centralbyrån. https://www.scb.se/hitta-statistik/regional-statistik-och-kartor/regionala-indelningar/forsamlingar/. Läst 30 december 2022.
4. ↑  Administrativ historik för Skönberga socken (Klicka på församlingsposten). Källa: Nationella arkivdatabasen, Riksarkivet.
5. ↑  Om Östergötlands båtsmanskompani
6. 1 2  Sjögren, Otto (1931). Sverige geografisk beskrivning del 2 Östergötlands, Jönköpings, Kronobergs, Kalmar och Gotlands län. Stockholm: Wahlström & Widstrand. Libris 9939
7. 1 2  Nationalencyklopedin
8. ↑  Fornlämningar, Statens historiska museum: Skönberga socken
9. ↑  Fornminnesregistret, Riksantikvarieämbetet: Skönberga socken Fornminnen i socknen erhålls på kartan genom att skriva in sockennamn (utan "socken") i "Ange geografiskt område"
10. ↑  Mats Wahlberg, red (2003). Svenskt ortnamnslexikon. Uppsala: Institutet för språk och folkminnen. Libris 8998039. ISBN 91-7229-020-X. https://isof.diva-portal.org/smash/get/diva2:1175717/FULLTEXT02.pdf